# 大溪路
大溪路（Daxi Rd.）是屏東縣屏東市西邊的南北向主要道路，地理位置接近高屏溪東岸。起端於台1線高屏大橋與建國路口，全線編號縣道189號，往北接環河路可往九如鄉。沿途行經屏東加工出口區，並連結牛稠橋往南行堤防聯外道路可至接台88線。末端跨越牛稠溪接萬丹鄉大昌路至社皮。為屏東市、萬丹鄉兩地之間西岸往來重要道路。

## 行經行政區域
- 屏東市

## 沿線設施
（由北至南）
- 高屏大橋、建國路
- 大慶汽車工業股份有限公司
- 屏東加工出口區
- 牛稠橋（往南接堤防聯外道路至接台88線）
- 昌農橋